# Hliník nad Hronom
Hliník nad Hronom – wieś (obec) na Słowacji położona w kraju bańskobystrzyckim, w powiecie Żar nad Hronem. Pierwsze wzmianki o miejscowości pochodzą z roku 1075. 
Według danych z dnia 31 grudnia 2012, wieś zamieszkiwały 2954 osoby, w tym 1519 kobiet i 1435 mężczyzn.
W 2001 roku rozkład populacji względem narodowości i przynależności etnicznej wyglądał następująco:
- Słowacy – 96,11%
- Czesi – 0,47%
- Niemcy – 0,1%
- Romowie – 1,12%
- Ukraińcy – 0,03%
- Węgrzy – 0,14%

Ze względu na wyznawaną religię struktura mieszkańców kształtowała się w 2001 roku następująco:
- Katolicy rzymscy – 75,05%
- Grekokatolicy – 0,34%
- Ewangelicy – 1,59%
- Prawosławni – 0,03%
- Husyci – 0,07%
- Ateiści – 17,31%
- Przedstawiciele innych wyznań – 0,07%
- Nie podano – 5,21%